# توالی‌یابی به روش مکسام-گیلبرت
توالی‌یابی مکسام–گیلبرت روشی برای تعیین توالی دی‌ان‌ای است که الن مکسام و والتر گیلبرت در ۱۹۷۶–۱۹۷۷ ابداع کردند. این روش بر اساس تغییر شیمیایی جزئی خاص باز نوکلئوتیدی دی‌ان‌ای و پس از آن تسهیم پیوند ستون فقرات دی ان ای در نواحی‌های مجاور نوکلئوتیدهای تغییر یافته است.

یک مثال از واکنش توالی‌یابی مکسام–گیلبرت. شکستن همان قسمت برچسب‌گذاری شده دی‌ان‌ای در نقاط مختلف باعث می‌شود قطعات برچسب گذاری شده با اندازه‌های مختلف به وجود آید. ممکن است قطعات پس از آن توسط ژل الکتروفورز از هم جدا شوند.

مکسام–گیلبرت پراستفاده‌ترین روش برای توالی‌یابی پس از روش سنگر است که نماینده اولین نسل از روش‌های توالی‌یابی است. روش مکسام–گیلبرت دیگر به صورت گسترده استفاده نمی‌شود و روش توالی نسل بعدی جایگزین آن شده است.

## تاریخچه
گرچه مکسام و گیلبرت روش توالی‌یابی خود را دو سال پس از آن‌که فردریک سانگر و آلن کولسون توالی‌یابی مثبت-منفی را منتشر کردند، انتشار دادند اما توالی‌یابی مکسام–گیلبرت به سرعت محبوب تر شد چون دی‌ان‌ای خالص شده می‌توانست به صورت مستقیم استفاده شود در حالی که روش اولیه سنگر به کپی از شروع هر رید برای تولید تک رشته دی‌ان‌ای نیاز داشت. اما با بهبود روش پایانش زنجیره، استفاده از روش مکسام–گیلبرت به دلیل پیچیدگی‌های فنی که از استفاده از آن در کیت‌های استاندارد زیست‌شناسی مولکولی جلوگیری می‌کند، استفاده از مواد شیمیایی خطرناک و مشکلات توسعه آن کاهش یافت.

## فرایند
فرایند توالی یابی مکسام-گیلبرت به سه گام آماده‌سازی و پایانش شیمیایی و استنتاج رشته تقسیم می‌شود.
1. مرحله آماده‌سازی: در این گام دو فعالیت عمده انجام می‌شود: یک-تک رشته‌ای کردن دی‌ان‌ای: از آن‌جایی که دی‌ان‌ای از دو رشته مکمل هم ساخته شده است، کافی است تا توالی یک رشته از آن مشخص شود تا رشته دوم از روی آن ساخته شود. این کار با گرم کردن دی‌ان‌ای و افزودن مجموعه‌ای از مواد شیمیایی از جمله گلیسرول انجام می‌گیرد. دو-افزودن گروه فسفات P32 که خاصیت رادیواکتیو دارد و در پرتونگاری ردپا از خود به جا می‌گذارد.
2. مرحله پایانش شیمیایی: در این گام چهار نوع آزمایش انجام می‌شود که این آزمایش‌ها بخش‌های کوچکی از دی‌ان‌ای را تولید می‌کنند. به این ترتیب که رشته می‌تواند در باز مربوط به آن آزمایش شکسته شود. در آزمایش نوع اول مربوط به گروه‌های A+G، دوم مربوط به G سوم مربوط به C و چهارم مرتبط به C+Tاست. برای مثال افزودن نمک (کلرید سدیم) به واکنش هیدرازین سبب مهار واکنش تیمین برای واکنش C می‌شود، پورین (A+G) با استفاده از اسید فرمیک پورین زدایی می‌شود، گوانین (و تا حدی آدنین) توسط دی متیل سولفات متیله می‌شود و پیرامیدین (C+T) با استفاده از هیدرازین هیدرولیز می‌شود. در نتیجه مجموعه‌ای از برچسب قطعات تولید شده از پایان برچسب گذاری شده رادیواکتیوی تا اولین برش در هر مولکول تولید می‌شود.
3. استنتاج رشته: قطعات در چهار واکنش در ژل آکریل آمید تفکیک و الکتروفورز می‌شوند تا به ترتیب اندازه جدا شوند. برای نمایش بخش‌ها، ژل در معرض اشعه Xقرار می‌گیرد تا اتورادیوگرافی انجام شود و نوارهای تیره‌ای را که بیانگر مکان مولکول رادیواکتیو شده است را نمایش دهد. از حضور یا غیبت برخی قسمت‌ها می‌توان رشته را استنباط کرد.[۱][۵] به این ترتیب که اگر نواری در هر دو واکنش C+tو C باشد به این منظور است که در آن مکان باز C قرار دارد اگر تنها در C+t نواری داشته باشیم یعنی باز T خواهیم داشت. به صورت مشابه استدلال‌هایی برای بازهای Aو G وجود دارد.

## مزایا و معایب

### مزایا
1. دی‌ان‌ای خالص‌شده می‌تواند به صورت مستقیم استفاده شود.
2. دی‌ان‌ای homopolymeric عملکرد مشابهی با دی‌ان‌ای heterogeneous دارد.
3. می‌تواند برای تحلیل ارتباط دی‌ان‌ای و پروتئین استفاده شود. (برای مثال footprinting)
4. می‌تواند برای تحلیل ساختار نوکلئیک اسید و تغییرات اپیجنتیک استفاده شود.

### معایب
1. از مواد شیمیایی خطرناک استفاده می‌کند.
2. پیچیدگی فنی و آماده‌سازی دارد.
3. قابلیت تعمیم ندارد و نمی‌توان از آن برای تحلیل رشته با بیش از ۵۰۰ باز استفاده کرد و عملاً برای انسان قابل استفاده نیست.
4. نمی‌توان کیت برای استفاده از آن ساخت.
5. در رشته با طول‌های بزرگ، ۱۵ تا ۴۰ باز اول به سختی شناسایی می‌شوند.[۶]

## روش‌های مرتبط
این روش منجر به روش دخالت متیلاسیون می‌شود که در نگاشت قسمت‌های اتصال دی‌ان‌ای به پروتئین دی‌ان‌آ پیوست مورد استفاده قرار می‌گیرد.
یک روش خودکار توالی‌یابی مکسام-گیلبرت در سال ۱۹۹۴ طراحی شد.